# ناحیه ایگل وی‌یو، شهرستان بکر، مینه سوتا
ناحیه ایگل وی‌یو (به انگلیسی: Eagle View Township) یک منطقهٔ مسکونی در ایالات متحده آمریکا است که در شهرستان بکر، مینه‌سوتا واقع شده‌است.
 ناحیه ایگل وی‌یو ۹۳٫۹ کیلومتر مربع مساحت و ۱۶۵ نفر جمعیت دارد و ۴۷۹ متر بالاتر از سطح دریا واقع شده‌است.